# Bodonci
Bodonci (mađarski: Bodóhegy, prekomurski: Bodounci, njemački: Bodensdorf) je naselje u slovenskoj Općini Puconcima. Bodonci se nalazi u pokrajini Prekomurju i statističkoj regiji Pomurju. U Bodoncima je živio pisac Števan Smodiš.

## Stanovništvo
Prema popisu stanovništva iz 2002. godine naselje je imalo 436 stanovnika.